# Platysenta confluens
Platysenta confluens là một loài bướm đêm trong họ Noctuidae.